# Павлова (десерт)
Павлова је десерт на бази пуслице. Пореклом из Аустралије или Новог Зеланда почетком 20. века, добио је име по руској балерини Ани Павловој. У облику кружног блока печеног безе налик на колач, павлова има хрскаву кору и меку, лагану унутрашњост. Конфекција је обично преливена воћем и шлагом. Име се обично изговара /pævˈloʊvə/ или (у Северној Америци) /pɑːvˈloʊvə/, а повремено ближе називу плесач, као /ˈpɑːvləvə/ .
Верује се да је десерт настао у част плесачице током или након једне од њених турнеја по Аустралији и Новом Зеланду 1920-их. Националност њеног творца била је извор расправе између два народа дуги низ година.
Десерт је важан део националне кухиње Аустралије и Новог Зеланда. По свом једноставном рецепту, често се служи током славских и празничних јела. Највише се идентификује и најчешће се конзумира у летњем периоду, укључујући и Божић.

## Порекло
Рецепт за "Павлова од јагода" појавио се у New Zealand Herald-у 11. новембра 1911. године, али ово је била нека врста леденог блока или шербета. Анабел Утрехт, која је написала књигу о могућем пореклу павлове, сматра да је реч о репринту из Енглеске.
Књига Емили Футер Аустралијска домаћа кухиња из 1922. године садржала је рецепт за „Мерингуе са воћним пуњењем“. Ово је први познати рецепт за храну која у потпуности личи на модерну павлову, иако још није позната под тим именом.
Први познати рецепт за јело под именом „Павлова“ потиче из Аустралије 1926. године, а објавила га је компанија Давис Гелатине из Сиднеја. Међутим, то је био вишеслојни желе, а не данас познати безе, крем и воћни десерт.
Хелен Лич, у улози кулинарског антрополога на Универзитету Отаго, наводи да је први рецепт са Новог Зеланда био рецепт за 'павлова торту' 1929. године  Рецепт за павлову торту објављен је у Вечерњој звезди 10. новембра 1934.
Такође се тврди да је Берт Сацхсе креирао јело у хотелу Еспланаде у Перту, Западна Аустралија, 1935.   У одбрану своје тврдње да је проналазач јела, Саксов рођак је писао Личу сугеришући да је Сацхсе можда случајно погрешно датирао рецепт. Лич је одговорио да неће пронаћи доказе за то „јер се то једноставно не појављује у куварима све до 1940-их у Аустралији“. Међутим, рецепт за „павлова торту“ је објављен у Адвоцат- у 1935., а издање Аустралиан Вомен'с Викли из 1937. садржи рецепт „павлова слатка торта“. Оглас из 1935. за прстен од хрома који је коришћен да спречи урушавање десерта такође указује на то да је израз „павлова торта“ имао неку валуту у Окланду у то време.
Други истраживачи су рекли да порекло павлове лежи изван Аустралије и Новог Зеланда. Истраживање које су спровели Новозеланђанин Ендрју Пол Вуд и Аустралијанка Анабел Утрехт открило је да се порекло модерне павлове може пратити до аустроугарске шпанске торте од ветра. Касније је донета у Сједињене Државе где су имигранти који говоре немачки увели мерингуе, шлаг и воћне десерте зване шаум торте („пенасти колач“) и баисер торте . Амерички пакети кукурузног скроба који су укључивали рецепте за безе су извезени на Нови Зеланд 1890-их.
Друга прича је да је неименовани новозеландски кувар створио Павлову 1926. године у хотелу у Велингтону. Антрополог за храну Хелен Лич са Универзитета у Отагу није успела да потврди да је то истина.  Пронашла је најмање 21 рецепт за павлова у новозеландским куварима до 1940. године, године када су се појавили аустралијски рецепти. Написала је књигу Павлова прича .   Први који је пронашла био је вишеслојни и слојевити желе 1926. године. Године 1928. из Дунедина је створен рецепт за мерингуе са укусом ораха и кафе који је постао популаран широм Новог Зеланда. 1929. трећи рецепт је објављен у часопису Даири Фамер'с Аннуал . Лич је рекао да су овај трећи рецепт „украли/лажно тврдили кувари/кувари широм Тасмана“.
Чланак у мелбурнском  The Аргус од 17. новембра 1928. тврди да је „амерички сладолед“ назван по Ани Павловој: „Дама Неллие Мелба, наравно, осим у уметности је нашла славу у чувеном слаткишу састављеном од брескви и кајмака, док је Госпођа Ана Павлова позајмљује своје име популарној врсти америчког сладоледа."  Овај чланак може сугерисати да павлова има америчко порекло. Међутим, нејасно је како ове речи треба тумачити и да ли је тај чланак релевантан. Прво, аутори тог чланка не нуде никакве доказе за своје тврдње нити било какву дубину расправе о њиховим тврдњама. Друго, с обзиром на то да павлова није сладолед, веома је нејасно да ли се речи „амерички сладолед“ односе на савремени десерт павлова или нешто сасвим друго.
Мајкл Сајмонс, Аустралијанац који је тада истраживао на Новом Зеланду, изјавио је да Павлова нема јединствено место рођења. Уместо тога, објављени рецепти откривају сложен процес „друштвеног проналаска“ са практичним искуством које кружи, под разним именима, широм обе земље. На пример, Аустралијанци су победили Новозеланђане како би створили прихваћени рецепт за павлова као 'Мернге торта'. Илузија неког јединственог изума може се објаснити разликовањем другог, повезаног нивоа „ друштвене конструкције “, у којем кувари, једи и писци придају име и митове како би произвели широко распрострањен концепт који изгледа тако варљиво различит да мора имати имао одређен тренутак стварања.
Метју Еванс, критичар ресторана за  The Сиднеи Морнинг Хералд, рекао је да је мало вероватно да ће се икада наћи коначан одговор о пореклу десерта. „Људи већ дуго раде безе са кремом, мислим да Аустралији или Новом Зеланду то није први пало на памет.
Оксфордски речник енглеског језика 2010. је рекао да је први забележени рецепт павлове из 1927. године на Новом Зеланду. Књига се звала "Давис Даинти Дисхес", коју је направила компанија Давис Гелатине. Ово је било разнобојно јело од желеа. Збуњујуће, речник је двосмислено навео порекло као „Аустрал. и НЗ“.

## Припрема и потрошња
Павлова се прави на сличан начин као безе. Беланца (а понекад и со) умутите до веома чврсте конзистенције, постепено додајући шећер пре него што се у њега додају сирће или лимунов сок (или неку другу јестиву киселину), кукурузно брашно и есенцију ваниле. Смеша безе се ставља на папир за печење и обликује да формира округлу торту око 20 cm (8 in) у пречнику са благо удубљеним центром. Мерингуе се пече у лаганој рерни (120—150 °C (250—300 °F)) 45–60 минута, а затим оставите у рерни да се охлади и осуши, обично преко ноћи.
Павлова има хрскаву и хрскаву спољашњу љуску и мекану, влажну средину налик белом слезу, за разлику од безе која је обично чврста. Сугерисано је да је додавање кукурузног брашна одговорно за центар белог слеза, иако се расправљало да је кукурузно брашно само још један стабилизатор беланаца поред киселине.
Павлова је традиционално украшена преливом од шлага и свежег меког воћа као што су киви, маракуја и јагоде. Фабричке павлове се могу купити у супермаркетима и украсити по жељи. Доступан је комерцијални производ који укључује претходно помешане састојке за печење љуске безе, који захтевају само додавање воде и шећера.
Остаци украшене павлове могу да се оставе у фрижидеру преко ноћи, али ће десерт упијати влагу и изгубити своју хрскавост. Неукрашена павлова се може оставити преко ноћи у рерни, или неколико дана у херметички затвореној посуди, да би се украсила када је спремна.
Новозеландска павлова вероватније има киви. У Аустралији, павлова често има маракују, а понекад и ананас. У Британији је вероватније да ће имати јагоде. Старије верзије павлове би имале орахе.

## У култури
Павлова је популарна на Божић као десерт који се обично служи након што се охлади, јер се Божић слави током лета на јужној хемисфери.

### Највећа павлова на свету
Те Папа, национални музеј Новог Зеланда у Велингтону, прославио је свој први рођендан у фебруару 1999. стварањем наводно највеће павлове на свету, назване Павзила, коју је исекла премијерка Џени Шипли. Овај рекорд су оборили студенти Источног технолошког института у Хавке'с Баи-у, Нови Зеланд, у марту 2005. Њихова креација, Павконг, протезала се 64 метра у поређењу са Те Папином павловом дугом 45 метара.  У августу 2010. године, кувар Аарон Цампбелл је изложио павлову у рагбију од 50 квадратних метара, са Бледислое Цупом у центру, у катедрали Крајстчерча у Крајстчерчу, како би прикупио новац за званичну добротворну организацију Алл Блацкс. У мају 2018. норвешки кувар и 35 асистената произвели су павлову од 85 квадратних метара.